# Гуссон, Стивен
Стивен Гуссон (англ. Stephen Goosson; 24 марта 1889 — 25 марта 1973) — американский художник-постановщик и арт-директор.

## Биография
Родился в Грэнд-Рэпидс, штат Мичиган. Гуссон был архитектором в Детройте, прежде чем начать свою карьеру в кино как художник-постановщик Льюиса Дж. Селзника и корпорации Fox Film. В конце концов он был нанят Columbia Pictures, где работал арт-директором 25 лет. Гуссон выиграл премию Американской киноакадемии за лучшую работу художника-постановщика в фильме «Потерянный горизонт».
Гуссон умер от инсульта в Вудленд-Хиллзе, штат Калифорния.